# جورجيا لوك
جورجيا لوك (بالإنجليزية: Georgia Lock)‏ هي مذيعة وممثلة بريطانية، ولدت في 25 أكتوبر 1996 في إنجلترا في المملكة المتحدة.

## وصلات خارجية
- جورجيا لوك على موقع IMDb (الإنجليزية)
- جورجيا لوك على موقع روتن توميتوز (الإنجليزية)
- جورجيا لوك على موقع قاعدة بيانات الفيلم (الإنجليزية)